# Curtiss O-52 Owl
 Curtiss O-52 byl americký jednomotorový hornoplošný průzkumný letoun z období druhé světové války.

## Vznik
Na začátku války v Evropě si Americké armádní letectvo uvědomilo nedostatek technického vybavení a tak objednalo vývoj nových typů letadel. Mezi nimi byla i zakázka na 203 kusů pozorovacího letounu O-52 od firmy Curtiss, která byla podepsána pouze na základě předběžného projektu Modelu 85 a konstrukce se tak během následujících měsíců přepracovávala. První prototyp tak vzlétl v únoru 1941.

## Popis konstrukce

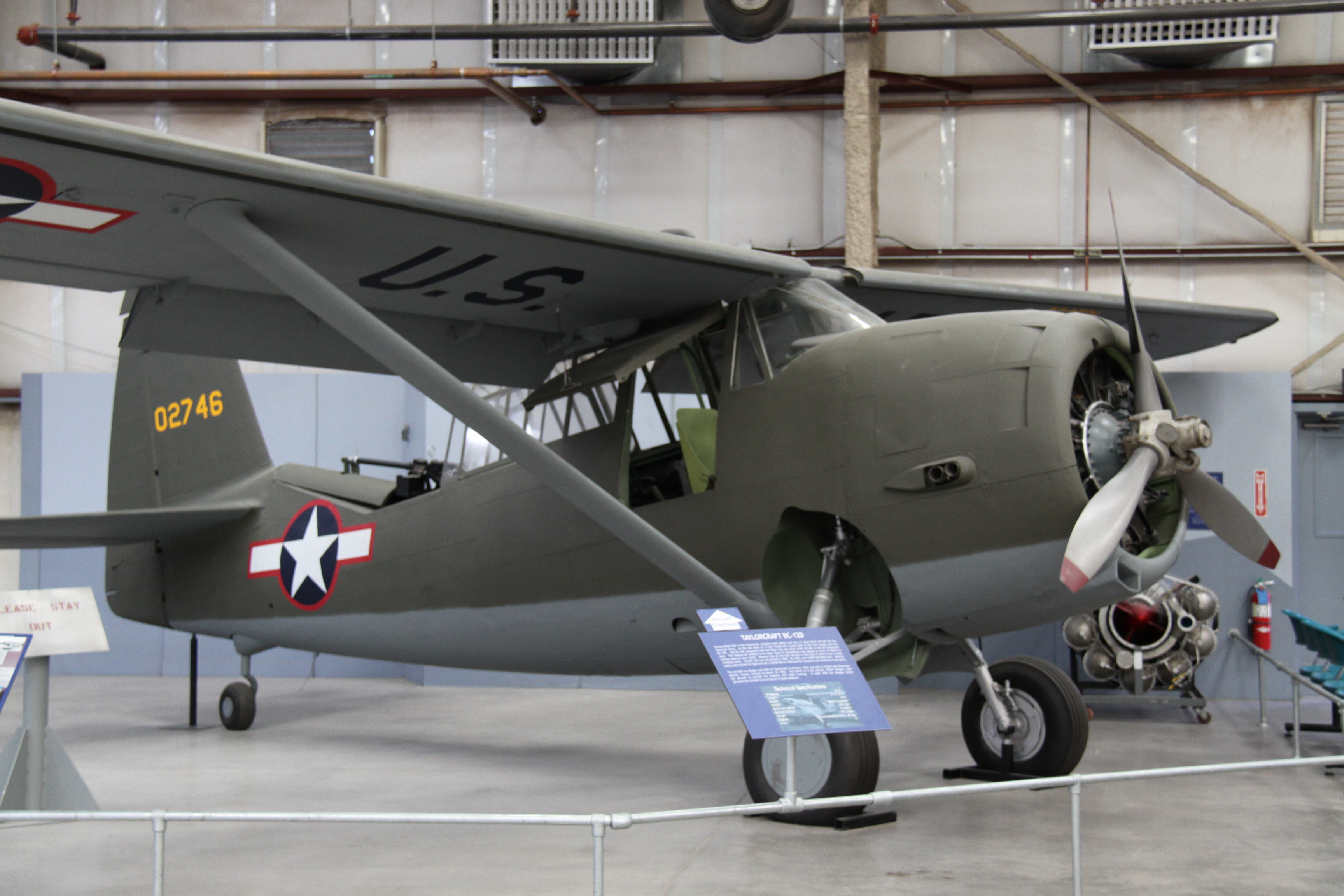
40-2746 Curtiss O-52 Owl

Jednalo se o celokovový vzpěrový hornoplošník, kde křídlo mělo jeden hlavní a jeden pomocný nosník. Jednoduchá vzpěra vedla od trupu k hlavnímu nosníku, na pomocném nosníku byly zavěšeny klapky a křidélka. Podvozek byl, stejně jako u Curtiss SBC Helldiver, zatahovatelný do výřezu ve spodní části trupu. Kabina byla rozšířená a vyplňovala prostor mezi trupem a křídlem. Byla zcela zasklená a umožňovala tak velmi dobrý výhled.
Letoun byl poháněn jedním hvězdicovým devítiválcem Pratt & Whitney R-1340-51 Wasp o výkonu 441 kW (600 k). Vrtule byla třílistá, automaticky stavitelná.
Výzbroj tvořily dva kulomety Browning ráže 7,62 mm. Jeden pevný synchronizovaný kulomet umístěný na trupu a druhý pohyblivý v zadní části pozorovatelova prostoru. Při střelbě se odsunul zadní díl kabiny směrem dopředu a zároveň se zasunuly přechody hřbetu trupu dovnitř kýlovky a zbraň tak měla co možná největší palebné pole s možností střelby dozadu podél svislé ocasní plochy.

## Využití
K jednotkám Amerického letectva byly stroje dodány v průběhu roku 1941, kde dostaly bojové označení Owl (Sova). Po vstupu USA do války bylo zjištěno, že stroj nemá dostatečný výkon pro operace v zámoří. Letouny byly přesunuty na kurýrní službu a jako protiponorková hlídka krátkého doletu, a jen pár bylo bojově nasazeno mimo území USA. Několik strojů pak bylo dodáno do Sovětského svazu.
Po válce byly zbylé stroje rozprodány do soukromého sektoru. Tři stroje jsou do dnes uloženy v muzeích USAF, Experimental Aircraft Association a v soukromé sbírce. Jeden stroj je doposud letuschopný.

## Specifikace

Curtiss O-52 Owl

Údaje dle

### Technické údaje
- Rozpětí: 12,42 m,
- Délka: 8,04 m
- Výška: 3,03 m
- Nosná plocha: 19,50 m²
- Hmotnost prázdného letounu: 1919 kg
- Vzletová hmotnost: 2433 kg

### Výkony
- Maximální rychlost : 354 km/h
- Cestovní rychlost : 310 km/h
- Dostup: 6400 m
- Dolet: 1127 km
- Výstup do 3050 m: 8,5 min

### Výzbroj
- 1x pevný synchronizovaný kulomet Browning ráže 7,62 mm
- 1x pohyblivý kulomet Browning